# Limnonectes jarujini
Limnonectes jarujini es una especie de anfibio anuro de la familia Dicroglossidae.

## Distribución geográfica
Esta especie es endémica de Tailandia. Se encuentra en las provincias de Kanchanaburi, Surat Thani y Nakhon Si Thammarat. Su presencia es incierta en Birmania.

## Etimología
Esta especie lleva el nombre en honor a del zoólogo tailandés Jarujin Nabhitabhata.

## Publicación original
- Matsui, Panha, Khonsue & Kuraishi, 2010: Two new species of the "kuhli" complex of the genus Limnonectes from Thailand (Anura: Dicroglossidae). Zootaxa, n.º 2615, p. 1-22.[4]